# Комсток-Лоуд
Комсток-Лоуд — родовище золотих та срібних руд у штаті Невада (США).
Розробляється з 1862 р.
Усього видобуто близько 270 т золота та 500 т срібла.